# Filip Madžovski
Filip Madžovski est un ancien footballeur international macédonien né le 1er janvier 1984. Il évoluait au poste de gardien de but.

## Biographie
Filip Madžovski joue en Macédoine et au Viêt Nam. Évoluant principalement avec le club du Rabotnički Skopje, il remporte avec cette équipe trois titres de champion de Macédoine, et une Coupe de Macédoine.
Il dispute avec cette équipe quatre matchs en Ligue des champions, et cinq matchs en Coupe de l'UEFA.
Il reçoit trois sélections en équipe de Macédoine lors de l'année 2005. Il joue à cet effet contre l'Arménie, la Tchéquie, et la Finlande, avec pour résultats trois défaites. Il s'agit de trois rencontres rentrant dans le cadre des éliminatoires du mondial 2006.

## Palmarès
- Champion de Macédoine en 2005, 2006 et 2008 avec le Rabotnički Skopje
- Vainqueur de la Coupe de Macédoine en 2008 avec le Rabotnički Skopje